# Citroën C3 (CC21)
Der Citroën C3 (Entwicklungscode CC21) ist ein Sport Utility Vehicle der zum Stellantis-Konzern gehörenden Marke Citroën. Er wird seit Sommer 2022 in den Schwellenländern Indien und Brasilien produziert.

## Geschichte
Vorgestellt wurde das Fahrzeug erstmals im Juni 2022 in Indien. Im darauffolgenden Monat kam es dort in den Handel. Der brasilianische Markt folgte im August 2022 und der argentinische Markt im Oktober 2022. Da der C3 unter vier Meter lang ist, erhält er auf dem indischen Markt Steuervergünstigungen. Die indische Version wird in Tiruvallur, die südamerikanische Version im brasilianischen Porto Real gebaut.
Als Konkurrenzmodelle des Wagens werden in Indien unter anderem der Tata Punch oder der Nissan Magnite und in Brasilien der Fiat Mobi oder der Renault Kwid genannt.

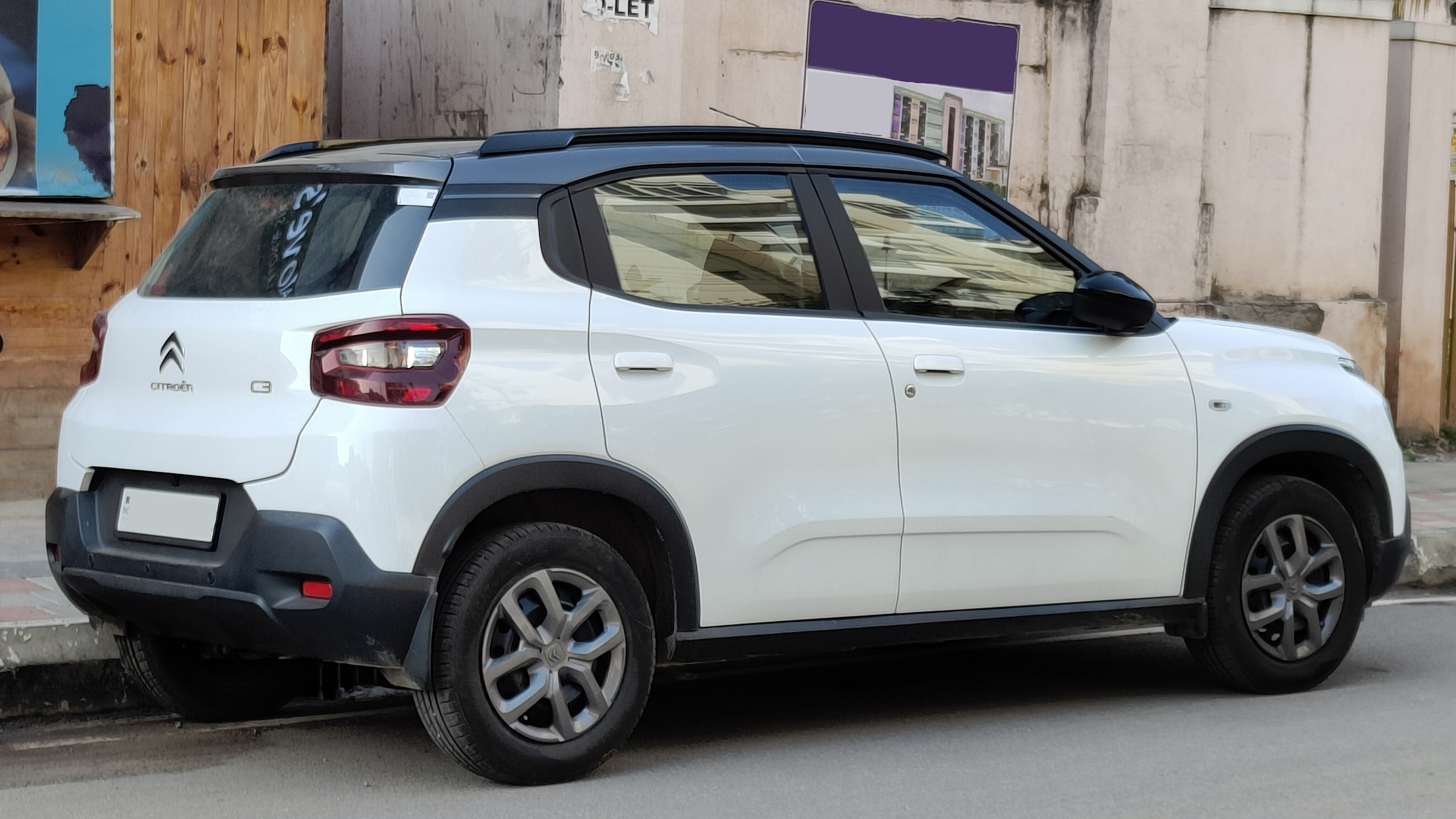
Heckansicht
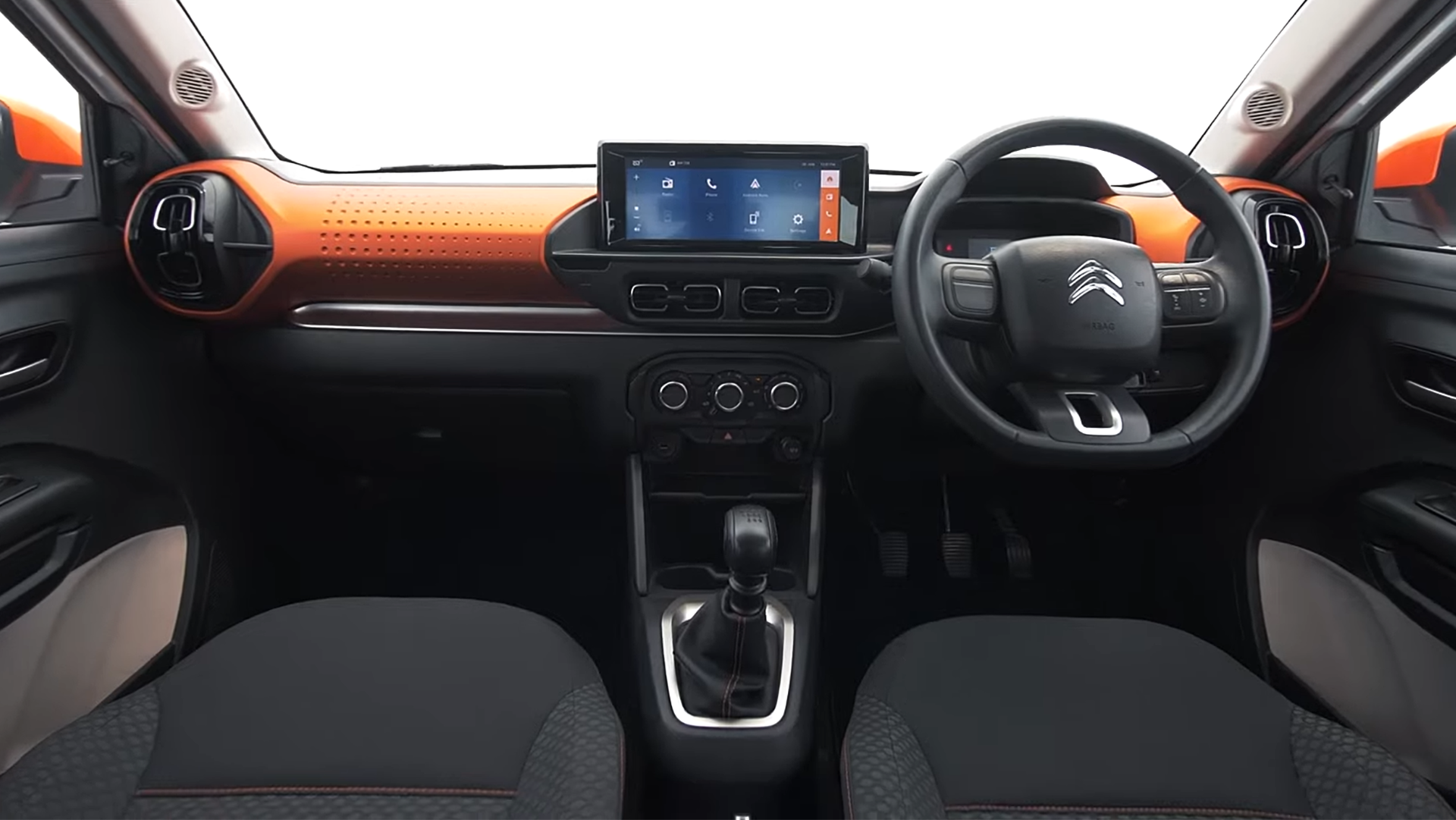
Innenansicht
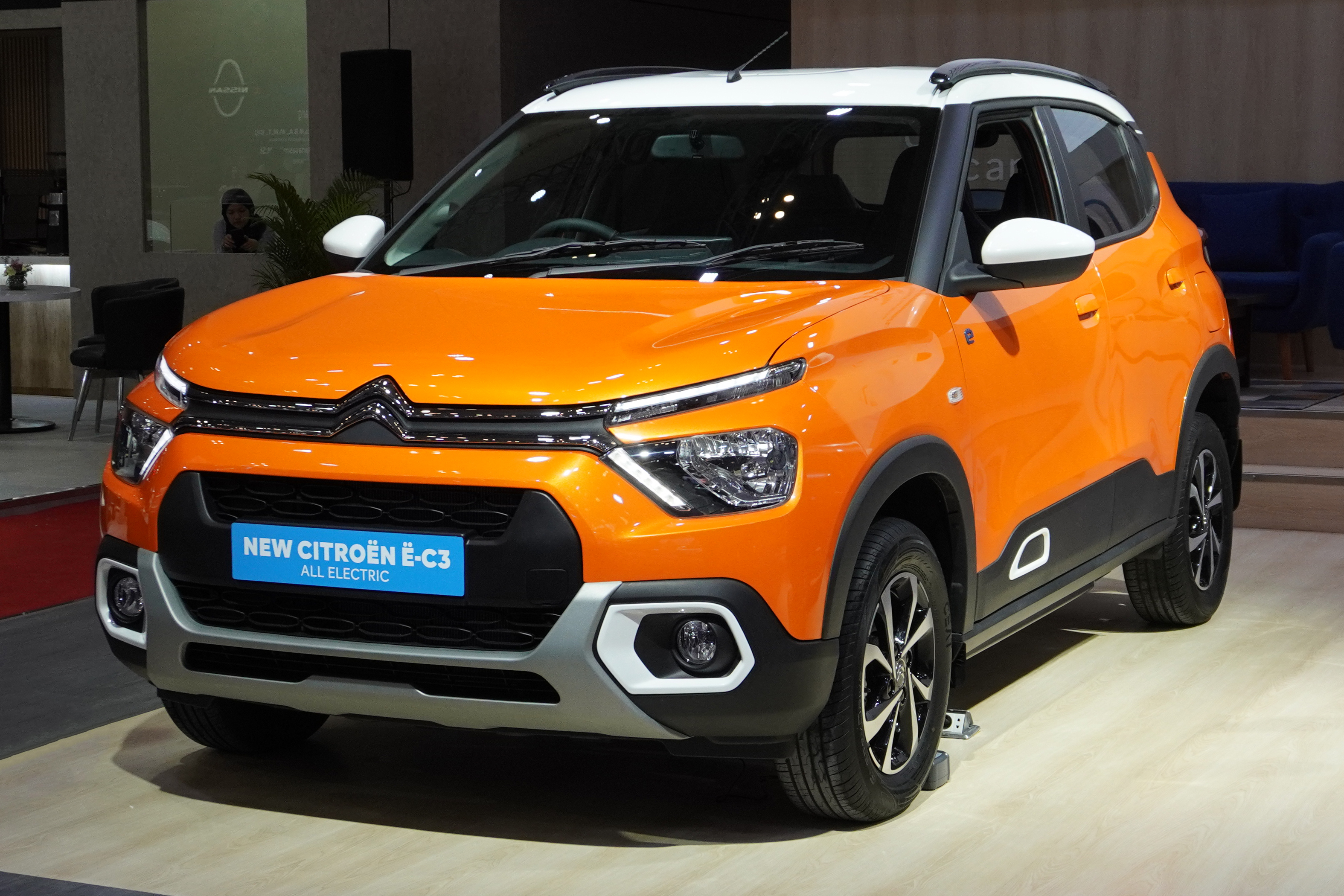
Citroën ë-C3 (seit 2023)

## Technische Daten
In Indien wird der C3 von einem 1,2-Liter-Ottomotor angetrieben. Im Basismodell leistet er 60 kW (82 PS), die stärkere Variante hat einen Turbolader und leistet 81 kW (110 PS). Zudem wurde im Januar 2023 die batterieelektrisch angetriebene Version ë-C3 mit 42 kW (57 PS) vorgestellt. Sie hat einen Akku von Svolt mit einem Energieinhalt von 29,2 kWh. In Brasilien waren zunächst zwei Motorisierungen verfügbar. Der schwächere stammt von Fiat, hat 1,0 Liter Hubraum und leistet maximal 55 kW (75 PS). Der stärkere hat 1,6 Liter Hubraum und leistet maximal 88 kW (120 PS). Im August 2024 ersetzte eine aufgeladene Version des 1,0-Liter-Ottomotors den 1,6-Liter-Ottomotor. Alle drei Motoren sind für den in Brasilien weit verbreiteten Flexfuel-Betrieb ausgelegt. In Argentinien hat der C3 entweder den 1,2-Liter-Ottomotor mit 60 kW (82 PS) oder den 1,6-Liter-Ottomotor mit 85 kW (115 PS). Das Fahrzeug baut auf der Common Modular Platform (CMP) auf.

### Verbrennungsmotor
|                            | Puretech 82           | Puretech 110          | 1.0                                                | 1.0 Turbo 200                                        | 1.6 16V                                                 | Puretech 82           | VTI 115                    |
| -------------------------- | --------------------- | --------------------- | -------------------------------------------------- | ---------------------------------------------------- | ------------------------------------------------------- | --------------------- | -------------------------- |
| Markt                      | Indien                | Indien                | Brasilien                                          | Brasilien                                            | Brasilien                                               | Argentinien           | Argentinien                |
| Bauzeitraum                | seit 07/2022          | seit 07/2022          | seit 08/2022                                       | seit 08/2024                                         | 08/2022–08/2024                                         | seit 10/2022          | seit 10/2022               |
| Motorkenndaten             |                       |                       |                                                    |                                                      |                                                         |                       |                            |
| Motortyp                   | R3-Ottomotor          | R3-Ottomotor          | R3-Ottomotor                                       | R3-Ottomotor                                         | R4-Ottomotor                                            | R3-Ottomotor          | R4-Ottomotor               |
| Motoraufladung             | —                     | Turbolader            | —                                                  | Turbolader                                           | —                                                       | —                     | —                          |
| Hubraum                    | 1198 cm³              | 1199 cm³              | 999 cm³                                            | 999 cm³                                              | 1587 cm³                                                | 1199 cm³              | 1587 cm³                   |
| max. Leistung bei min−1    | 60 kW (82 PS) / 5750  | 81 kW (110 PS) / 5500 | 52 kW (71 PS) / 6000 Ethanol: 55 kW (75 PS) / 6000 | 92 kW (125 PS) / 5750 Ethanol: 96 kW (130 PS) / 5750 | 83 kW (113 PS) / 6000 Ethanol: 88 kW (120 PS) / 6000    | 60 kW (82 PS) / 5750  | 85 kW (115 PS) / 6000      |
| max. Drehmoment bei min−1  | 115 Nm / 3750         | 190 Nm / 1750         | 98 Nm / 4250 Ethanol: 105 Nm / 3250                | 200 Nm / 1750 Ethanol: 200 Nm / 1750                 | 151 Nm / 4250 Ethanol: 154 Nm / 4500                    | 115 Nm / 3750         | 150 Nm / 4500              |
| Kraftübertragung           |                       |                       |                                                    |                                                      |                                                         |                       |                            |
| Antrieb                    | Vorderradantrieb      | Vorderradantrieb      | Vorderradantrieb                                   | Vorderradantrieb                                     | Vorderradantrieb                                        | Vorderradantrieb      | Vorderradantrieb           |
| Getriebe, serienmäßig      | 5-Gang-Schaltgetriebe | 5-Gang-Schaltgetriebe | 5-Gang-Schaltgetriebe                              | Stufenloses Getriebe                                 | 5-Gang-Schaltgetriebe                                   | 5-Gang-Schaltgetriebe | 6-Stufen-Automatikgetriebe |
| Getriebe, optional         | —                     | —                     | —                                                  | —                                                    | (6-Stufen-Automatikgetriebe)                            | —                     | —                          |
| Messwerte                  |                       |                       |                                                    |                                                      |                                                         |                       |                            |
| Höchstgeschwindigkeit      | k. A.                 | k. A.                 | 160 km/h Ethanol: 160 km/h                         | 192 km/h Ethanol: 194 km/h                           | 180 km/h Ethanol: 180 km/h (180 km/h Ethanol: 180 km/h) | 160 km/h              | 180 km/h                   |
| Beschleunigung, 0–100 km/h | k. A.                 | 10,0 s                | 15,0 s Ethanol: 14,1 s                             | 8,5 s Ethanol: 8,4 s                                 | 10,7 s Ethanol: 10,0 s (11,0 s Ethanol: 10,4 s)         | k. A.                 | k. A.                      |
| Tankinhalt                 | 30 l                  | 30 l                  | 47 l                                               | 47 l                                                 | 47 l                                                    | 47 l                  | 47 l                       |

Werte in runden Klammern gelten für Modelle mit optionalem Getriebe

### Elektro
|                            | ë-C3                       |
| -------------------------- | -------------------------- |
| Markt                      | Indien                     |
| Bauzeitraum                | seit 01/2023               |
| Motorkenndaten             |                            |
| Motortyp                   | Elektromotor               |
| max. Leistung bei min−1    | 42 kW (57 PS)              |
| max. Drehmoment bei min−1  | 143 Nm                     |
| Kraftübertragung           |                            |
| Antrieb                    | Vorderradantrieb           |
| Getriebe                   | Eingang-Reduktionsgetriebe |
| Antriebsbatterie           |                            |
| Zellchemie                 | LFP                        |
| Energieinhalt              | 29,2 kWh                   |
| Messwerte                  |                            |
| Höchstgeschwindigkeit      | 107 km/h                   |
| Beschleunigung, 0–100 km/h | k. A.                      |
| Reichweite nach ARAI       | 320 km                     |